# 902號密西西比州州道
902號密西西比州州道（英語：Mississippi Highway 902, MS 902），亦作35號密西西比州州道連接路（英語：MS 35 Connector），是位於美国密西西比州中部的州级公路。公路始於481號密西西比州州道（Mississippi Highway 481, MS 481）近伯恩斯（Burns），並向東北行，穿越比恩维尔国家森林，終於35號密西西比州州道近洛雷納（Lorena）。公路始建於約1967年，並在1968年完成鋪設。公路自1998年開始在地圖上被編為“902號密西西比州州道”。

## 簡介
902號密西西比州州道全段位於史密斯縣。根據密西西比州交通局在2018年的數據，此公路臨近32-A號史密斯縣縣道（Smith County Road 32-A, CO 32-A）一帶之年平均每日交通流量為210車輛架次。此公路在密西西比州法典第65-3-3條中被同時定義為“902號密西西比州州道”及“35號密西西比州州道連接路”，但它實際上只有“902號密西西比州州道”的記認。作為密西西比州州道系統的一部分，此公路由密西西比州交通局負責養護。公路共有兩條行車綫，一來一回，路面鋪瀝青，私家車或客車限速65英里每小時，貨車或貨車拖車限速55英里每小時。
公路始於位於伯恩斯一帶的非建制地區内與481號密西西比州州道的三岔路口，並向北行。由於此公路完全位於比恩維爾國家森林内，此公路的大部分路段被森林圍繞，而公路沿綫也有幾個農場。公路然後與502-A號史密斯縣縣道（502號史密斯縣縣道礫石支路）和前往35號密西西比州州道近檸檬鎮（Lemon）的32-A號史密斯縣縣道交匯。公路然後轉向東北方近32-B號史密斯縣縣道，並繼續以該方向延伸，並止於其與35號密西西比州州道在近洛雷納一帶的交匯處。如果沿公路繼續向前走，則會進入32號史密斯縣縣道，並終於克萊恩（Klein）以西北與541號史密斯縣縣道的交匯處。

## 歷史
約於1967年，一段位於史密斯縣比恩維爾國家森林、連接481號密西西比州州道與35號密西西比州州道的礫石路建成，並在一年後完成鋪設。該道路於1998年在州公路地圖中獲編為“902號密西西比州州道”。

## 主要交匯處
全線均位於史密斯縣境內。
| 地點                                       | 英里  | 公里  | 接點                            | 備註   |
| ------------------------------------------ | ----- | ----- | ------------------------------- | ------ |
| 伯恩斯                                     | 0.000 | 0.000 | 481號密西西比州州道             | 西南端 |
| 洛雷納                                     | 4.261 | 6.857 | 35號密西西比州州道—森林城、羅利 | 東北端 |
| 1.000英里＝1.609公里；1.000公里＝0.621英里 |       |       |                                 |        |